# Ruw parelzaad
Ruw parelzaad (Lithospermum arvense, synoniem: Buglossoides arvensis) is een eenjarige plant die behoort tot de ruwbladigenfamilie (Boraginaceae). De soort staat op de Nederlandse Rode lijst van planten als zeer zeldzaam en zeer sterk afgenomen. Deze plant is in Nederland wettelijk beschermd sinds 1 januari 2017 door de Wet Natuurbescherming. De plant komt van nature voor in Eurazië.
De met aanliggende haren, dicht behaarde plant wordt 10-70 cm hoog en heeft een penwortel. De lancetvormige, 3-5 cm lange en 1 cm brede bladeren hebben geen duidelijke zijnerven.
Ruw parelzaad bloeit van april tot juni met 6-9 mm lange en 4 mm brede, rechtopstaande, witachtige, zelden iets blauwachtige bloemen met ontbrekende keelschubben. De bloemkroon heeft tot diep in de buis lopende, overlangse, behaarde plooien. De schutbladen onderscheiden zich alleen van de gewone bladeren doordat ze maar één duidelijke nerf hebben. De bloeiwijze is een schicht.
De vrucht is een vierdelige splitvrucht met aan de top een snavel. Het ongestekeld, 3-4 mm lange nootje heeft een harde vruchtwand en is rimpelig, bruin en dof.
De plant komt voor tussen het graan op matig vochtige, kalkrijke grond.
De zaadolie is rijk aan omega 3-vetzuren, met name alfalinoleenzuur en stearidonzuur. De European Unie heeft in 2015 de geraffineerde zaadolie van deze plant de status van Nieuw Voedingsmiddel (Novel Food) toegekend en het wordt anno 2022 op kleine schaal geteeld.

## Namen in andere talen
- Duits: Acker-Steinsame
- Engels: Field Gromwell, Corn Gromwell
- Frans: Grémil des champs